# Фуллер, Клэр
Клэр Фуллер (род. 9 февраля 1967, Оксфордшир) — английская писательница. В 2015 году за свой дебютный роман «Наши бесконечные последние дни» удостоилась премии Десмонда Эллиота. Её второй роман «Уроки плавания» вошел в шорт-лист премии Королевского литературного общества 2018 года Encore Award. Третий роман «Горький апельсин» был номинирован на Дублинскую литературную премию. Её четвертый роман, Unsettled Ground, получил премию Коста и был включен в шорт-лист Женской премии за художественную литературу 2021 года.

## Биография
Фуллер родилась и выросла в Оксфордшире, в 1980-х годах изучала скульптуру в Винчестерской школе искусств, работая в основном с деревом и камнем, а затем занялась маркетингом. Писать начала в 40 лет и получила степень магистра в области творческого и критического письма в Винчестерском университете. О процессе работы она сказала одному из коллег-писателей: «Записывать слова — это пытка. После того как они написаны, я люблю переписывать, редактировать и шлифовать».
Первый из пяти её романов — «Наши бесконечные последние дни» — был опубликован в Великобритании издательством Penguin Books, а также в США (Tin House) и Канаде (House of Anansi Press). В переводе она вышла ещё в 12 странах.
Рассказы и эссе Фуллер появлялись в английских изданиях Sunday Express, Litro, HuffPost, и The Telegraph.
Фуллер замужем, у неё двое взрослых детей.

### Романы
- Роман «Наши бесконечные последние дни» (2015) получил премию Десмонда Эллиота и вошёл в лонг-лист Дублинской литературной премии. Также роман был номинирован на премию Edinburgh First Book Award 2015 года, вошел в лонг-лист премии Waverton Good Read Award 2016 года и стал финалистом премии American Booksellers Association’s 2016 Indies Best Books Award. Сюжет рассказывает историю Пегги Хиллкоут, которая в 1976 году, в восемь лет, проводит лето в кемпинге с родителями. После семейного кризиса, который Пегги осознает лишь позже, её отец-выживальщик Джеймс увозит её из Лондона в хижину в отдаленном лесу. Там он сообщает Пегги, что весь остальной мир исчез — её жизнь свелась к роялю, который издает музыку, но не издает ни звука, лесу, где все, что растет, является средством выживания, и крошечной деревянной хижине, которая есть Все. Пегги больше не видели в течение девяти лет.
- Роман «Уроки плавания» (2017) рассказывает историю Ингрид Коулман, которая пишет письма своему мужу Гилу об их браке, но решает не отправлять их. Вместо этого она прячет их в тысячах книг, которые собирает её муж. После того как она пишет последнее письмо, Ингрид исчезает на английском пляже. Двенадцать лет спустя её взрослая дочь Флора возвращается домой после того, как Гил говорит, что заметил Ингрид через витрину книжного магазина. Флора, существовавшая в безвестности надежды, горя, воображения и фактов, хочет получить ответы, но не понимает, что то, что она ищет, скрыто в книгах, которые её окружают.
- «Горький апельсин» (2018): Фрэнсис Джеллико умирает и вспоминает лето 1969 года, когда ей поручили обследовать садовую архитектуру в усадьбе Линтонов. Прожив там около месяца, она знакомится с Карой и Питером, которые живут в комнатах этажом ниже. По мере того как Фрэнсис попадает под чары своих новых друзей и узнаёт их истории, дом раскрывает свои тайны, пока её жизнь не меняется навсегда.
- Роман «Unsettled Ground» (2021) был включён в шорт-лист Женской премии за художественную литературу 2021 года[5] и получил премию Коста за лучший роман[13]. Близнецы Джини и Джулиус всегда знали, что отличаются от других. В свои 51 год они по-прежнему живут с матерью Дот в уединении в английской сельской местности. Коттедж, который они снимали всю жизнь, — это и их броня, и их кормилица. В его стенах они занимаются музыкой, в его саду выращивают (а иногда и убивают) всё, что им нужно для выживания. Для постороннего человека это выглядит как нищета, но для них это дом. Когда Дот неожиданно умирает, близнецам открывается правда с далеко идущими последствиями. Когда члены местной общины начинают усложнять жизнь близнецов, Джини задается вопросом, как они будут справляться в мире, который может быть жестоким и непреклонным. Книга рассказывает о сельской бедности в XXI веке, заставляя читателя взглянуть за пределы неприглядного, нетрадиционного, «другого» и понять, что объединяет всех нас: бьющееся сердце. Это история о стойкости и надежде, бездомности и лишениях, любви и выживании, в центре которой находятся два маргинальных, но замечательных человека.
- «Память о животных» (2023). Неффи — девушка, бегущая от горя, чувства вины и одной большой ошибки, которая стоила ей карьеры. Когда она откликается на призыв стать добровольцем в испытании вакцины, это дает ей возможность расплатиться с многочисленными долгами и, возможно, начать заглаживать вину за прошлое. Но когда мир за окном больницы полностью меняется, Неффи оказывается брошенной — вместе с остальными четырьмя добровольцами — в будущее, в которое они никогда не верили. Имея ограниченный запас еды и чувствуя, что незнакомцы, с которыми она находится, могут хранить секреты, Нэффи должна решить, что для неё безопаснее — остаться в палате или отважиться на неизвестность на улице. Пока она взвешивает свой выбор, ее знакомят с новаторской и противоречивой технологией, которая позволяет ей пересматривать воспоминания из прошлой жизни. Соблазнившись возможностью виртуального воссоединения со своими близкими, возможно, единственным способом, которым она когда-либо сможет увидеть их снова, её стремление покинуть палату начинает ослабевать.